# Emmylou Harris
Emmylou Harris (Birmingham, Alabama, 1947. április 2. –) Grammy-díjas amerikai country énekesnő, dalszerző. Tizenhárom Grammy-díj jutalmazottja. 2008-ban beiktatták a Country-hírességek Csarnokába.

## Életpályája

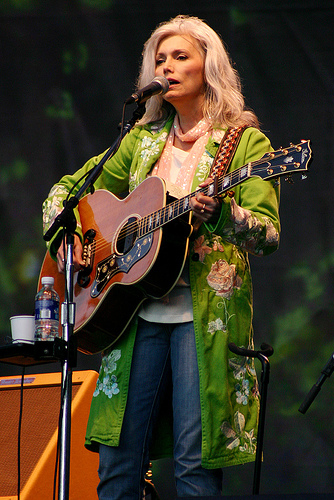
2005-ben

Édesapja, Walter Harris haditengerész volt, aki néhány hónapot hadifogságban töltött 1952-ben a koreai háborúban. Ő maga Észak-Karolinában nőtt fel.

## Zenei karrierje
A University of North Carolina hallgatójaként kezdett az énekléssel foglalkozni: Joan Baez és Bob Dylan dalait adta elő.
Első lemeze, a Gliding Bird 1968-ban jelent meg. Második albuma az Elite Hotel volt.
Hosszú pályája során számos kiemelkedő zenésszel lépett fel együtt; ilyen volt például Gram Parsons, Bob Dylan, John Denver, Linda Ronstadt, Dolly Parton, Don Williams, Roy Orbison, Patty Griffin, Mark Knopfler, Albert Lee, Delbert McClinton, Guy Clark, Willie Nelson, Bright Eyes, Rodney Crowell, John Prine, Neil Young, Steve Earle, Garrison Keillor, Ryan Adams, vagy éppen a The Band együttes.

## Díjai, elismerései
- Grammy-díj (13 alkalommal)
- Emmy-díj (3 alkalommal)
- Polar Music Prize, 2015
- az amerikai művészetek és tudományok akadémiájának tagja,
- a Berklee College of The Music tiszteletbeli doktora,
- 2008-ban beiktatták a Country-hírességek Csarnokába.

## Albumok
- Glinding Bird (1968)
- Elite Hotel (1975)
- Pieces of The Sky (1975)
- Luxury Liner (1977)
- Quarter Moon in a Ten Cent Town (1978)
- Life of The Stable (1979)
- Blue Kentucky Girl (1979)
- Roses sin the Snow (1980)
- Cimarron (1981)
- Evangeline (1981)
- The Last Date (1982)
- The Ballad of Sally Rose (1985)
- Trio ( Dolly Partonnal, Linda Ronstadtal) (1987)
- At The Ryman (1992)
- Wrecking Ball (1995)
- Spyboy (1998)
- Red Dirt Girl (2000)
- All The Roadrunning (2005)
- AlI Intended To Be (2008)
- Hard Bargain (2011)
- Old Yellow Moon (2013)

- The Traveling Kind (2015)

### Élő
- 1982: Last Date
- 1992: At the Ryman
- 1996: Spyboy

## Nevezetes dalai
- I'm movin' on: Hank Snow(wd)
- Red dirt girl